# Love for Sale (Tony Bennett és Lady Gaga albuma)
A Love for Sale Tony Bennett és Lady Gaga amerikai énekesek második és egyben utolsó közös albuma, amely 2021. szeptember 30-án jelent meg az Interscope Records és a Columbia Records kiadók gondozásában. Ez Tony Bennett hatvanegyedik, míg Lady Gagának a hetedik stúdióalbuma. A Cheek to Cheek (2014) című első együttműködésüket követően, a Love for Sale dalait 2018 és 2020 eleje között vették fel. Az album Cole Porter dzsessz-sztenderdjeinek feldolgozásait tartalmazza, ezáltal a két előadó Porter munkássága előtt szeretne tisztelegni.
Megjelenését követően a Love for Sale többnyire pozitív fogadtatásban részesült a zenei kritikusok felől, akik leginkább a két énekes közötti összhangot emelték ki. Az album bekerült a Top 10-es mezőnybe Belgiumban, Franciaországban, Olaszországban, Hollandiában, Skóciában és Svájcban is. Az Egyesült Államokban a Billboard 200 albumlistán a nyolcadik helyen debütált, ami a duó második Top 10-es belépőjét jelentette. Bennett rekordot döntött az élő előadók között, miután 59 évvel az első Top 10-es albuma után ismét sikerült bekerülnie az albumlista élmezőnyébe; első Top 10-es felvétele az I Left My Heart in San Francisco volt 1962-ben. Bennett továbbá Guinness-rekordot is döntött, mint a legidősebb személy, aki új hanganyaggal albumot jelentetett meg 95 év és 60 naposan.
Az albumot két kislemez megjelenése előzte meg: az I Get a Kick Out of You és a címadó dal. 2021. augusztus 3-án és 5-én a duó egy-egy koncertet adott a New York-i Radio City Music Hallban; fellépésüket később a CBS csatorna sugározta One Last Time: an Evening with Tony Bennett and Lady Gaga címmel, ezt követően Bennett visszavonult és többet nem lépett színpadra. A televíziós különkiadás négy jelölést kapott a 74. Primetime Emmy-díjátadón. Az album népszerűsítésére sor került továbbá az MTV Unplugged című műsorban, valamint Gaga a lemez dalaiból egy szóló koncertet is adott a Westfield szponzorálásával, melyet élőben lehetett követni az interneten. Ezenkívül Gaga több Jazz & Piano koncertet adott a Las Vegas-i rezidenciája alkalmából, illetve fellépett a 64. Grammy-gálán. Az album Grammy-díjat nyert A legjobb hagyományos popalbum, valamint A legjobb hangmérnöki munka, nem klasszikus kategóriákban. Szerepelt Az év albuma kategória esélyesei között, valamint az I Get a Kick Out of You című dal Az év felvétele, A legjobb popduó vagy -együttes teljesítmény, illetve A legjobb videóklip kategóriákban érdemelt ki egy-egy Grammy-jelölést.

## Háttér

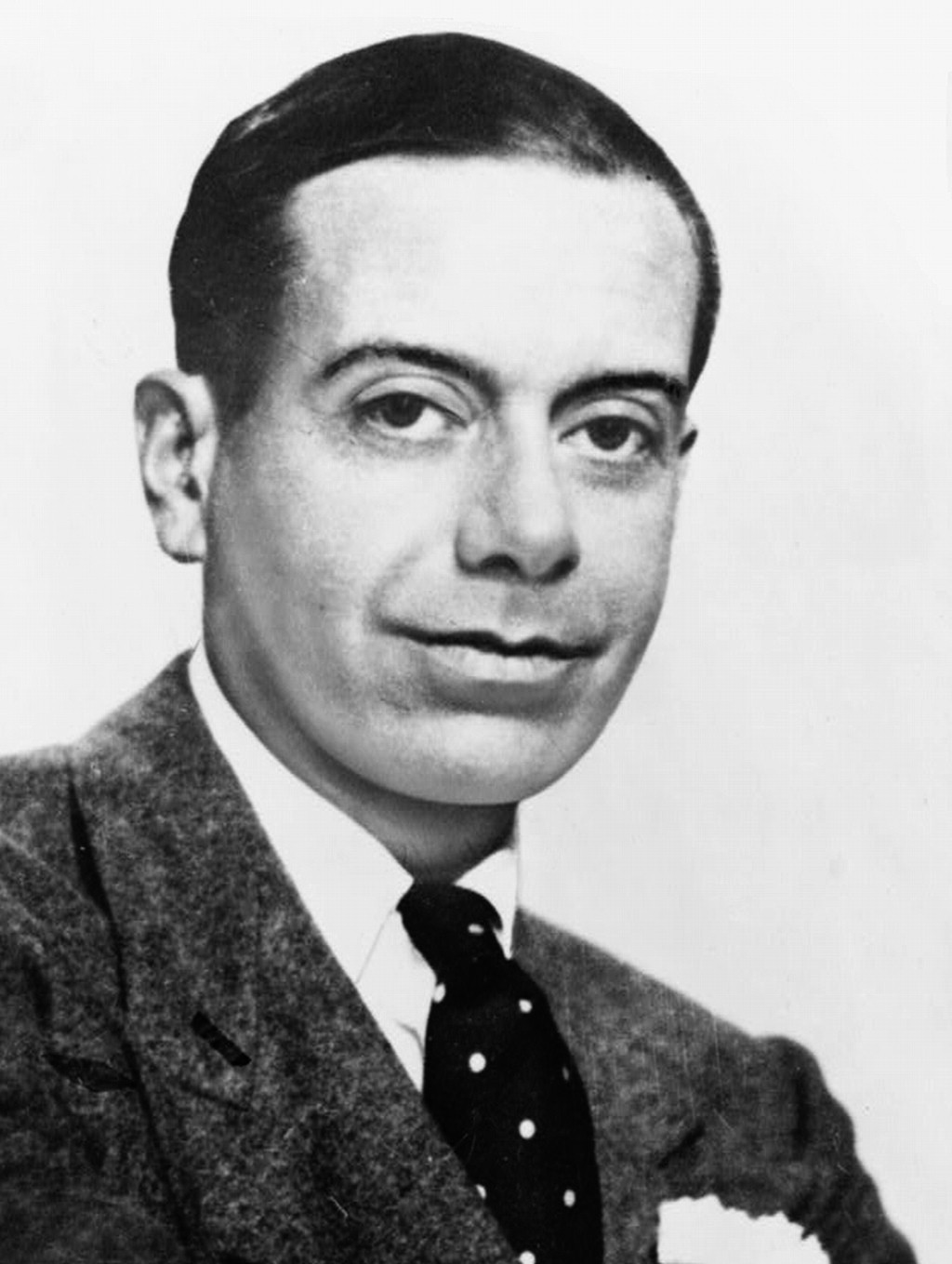
A Love for Sale egy Cole Porter-tribute album

Tony Bennett és Lady Gaga 2011-ben találkoztak először a New York-i Robin Hood Foundation-gálán. Ezt követően Bennett felkérte Gagát, hogy énekeljen vele egy duettet az énekes Duets II című albumán, így feldolgozták a The Lady Is a Tramp című dalt. A következő évben Bennett megerősítette a Rolling Stone magazinnak, hogy Gaga egy közös jazz albumot szeretne felvenni vele. A felvételek 2013 júniusa és 2014 eleje között folytak. A Cheek to Cheek végül 2014 szeptemberében jelent meg és rögtön az amerikai Billboard 200 albumlista első helyén debütált 131 000 eladott példánnyal az első héten. Első közös együttműködésük pozitív visszajelzéseket kapott, köztük Grammy-díjat nyert az 57. Grammy-gálán A legjobb hagyományos popalbum kategóriában. Bennett elmondta a Billboard magazinnak, hogy Porter 1936-os musicalje, a Red, Hot and Blue inspirálta őket a Cheek to Cheek esetleges folytatására. Hozzátette, hogy „két albumot fogunk egymás után csinálni. Meg kell próbálnunk ezt a lehető leghamarabb kiadni egy második albumként, mint az előző folytatása.” 2021. augusztus 3-án a Love for Sale bejelentésekor Gaga a következőt tette közzé hivatalos Twitter-oldalán:
„Azon a napon, amikor 2014-ben megjelent a Cheek To Cheek, Tony Bennett felhívott, és megkérdezte, nem-e akarok felvenni vele egy újabb lemezt, de ezúttal Cole Porter dalait ünnepelve. Mindig megtiszteltetés, ha Tony barátommal énekelhetek, így természetesen elfogadtam a felkérést.”
2016-ban Bennettnél Alzheimer-kórt diagnosztizáltak, ami azt eredményezte, hogy „lényegesen visszafogottabb jelenlétet mutatott az új album felvételei során”, amelyről később bejelentették, hogy az utolsó kiadványa lesz az énekesnek.  A The Wall Street Journal cikkében Marc Myers azt írta, hogy „Bennett egy kicsit kívülállónak tűnik, amikor nem énekel” az album kulisszái mögött készült videókon, de Gaga elmagyarázta, hogy „amint elindult a zene, Tony pontosan tudta, hogy hol van.”

## Felvételek és kompozíció
A Love for Sale felvételei és véglegesítése számos késedelmet szenvedett Gaga egyéb projektjei – például a Csillag születik (2018) című film, valamint a Joanne (2016) és a Chromatica (2020) című szólóalbumok – és a Covid19-járvány miatt. Az album felvételeinek munkálatai 2018 és 2020 között zajlottak a New York-i Electric Lady Studios-ban. A lemez, ami egyben Bennett utolsó kiadványa, Cole Porter munkássága előtt tiszteleg. El Hunt az NME-től megjegyezte, hogy „Gaga kezében bizonyos dalszövegek kortárs értelmet nyernek.” Zeneileg a dalok az 1940-es és 1950-es évek zenekari jazzére épülnek. A zenei hátteret kis jazz-társulatok, egy zenekar és egy big band biztosítja. Helen Brown, a The Independent munkatársa szerint az „élénk, régimódi akusztikus hangszerelés” az albumnak „vintage nightclub” hangulatot kölcsönöz. Miután a lemez elkészült, Gaga és Bennett végigmentek az összes dalon, hogy kiválasszák az album címét, és úgy döntöttek, hogy a Love for Sale című dal után nevezik el, ami Bennett kedvence volt.
Az albumot dobpergés és trombitafanfár nyitja, majd Gaga lassú, telt hangon énekli az It’s De-Lovely első verzéit. A tempó felgyorsul, amikor Bennett csatlakozik hozzá a "The night is young" sorral. Az „egyenesen lendületes kezdés” után a romantikus Night and Day következik. Xilofonok és fuvolák adnak lágy hangzást a páros duettjének. A címadó szám úgy kezdődik, hogy Bennett lágyan, egyedül énekli a sorokat, majd a refrénnél csatlakozik hozzá a big band. Gaga az utcalány szerepében csatlakozik hozzá és azt énekli: "Ki fogja megvenni?". A szám egy„ kiadós adag régimódi Broadway-csillogást” hoz a „zord forgatókönyvbe”, a „szexmunka mocskos világába.” Az első szóló szám a Do I Love You melodramatikus előadása, amelyet Gaga énekel; a „hangja az egyik pillanatban szárnyal, a következőben fülledt és füstös.” Ezt követi egy swing dal, az I’ve Got You Under My Skin. Gaga, akinek a karján van egy tetoválás egy rajzról, amelyet Bennett készített Miles Davis trombitájáról, kissé megváltoztatta a szöveget, és azt énekelte, hogy "mint egy tetoválás a bőröm alatt", amire Bennett örömteli nevetéssel reagált.
Az „izgató” I Concentrate on You után következik az I Get a Kick Out of You camp változata, amely egy „bohókás zongorával” indul, és Gaga lassan énekli az első sorokat. Bennett ezután "Az egyetlen kivétel, amit ismerek, az az eset..." sorban lép be, majd amikor azt mondja: "Akkor látom a mesés arcodat", Gaga viccesen megkérdezi Bennettet: "Rólam beszélsz?" Ezután becsatlakozik a big band, és kíséri párost a dal hátralévő részében. Bennett „őszintén elszántan odaadónak hangzik” a So in Love szóló előadásában, míg a Let’s Do It szóló számában Gaga „teljes zenés színházba megy át, elismerően dúdolva, miközben a trombitás Brian Newman szólót ad elő.” A Dream Dancing után, amely a „hattyúdala [a duó] partnerségének”, Bennett ismét egyedül énekel a Just One of Those Things-ben, egy „lendületes swing számban” egy hot-club gitárszólóval. A duó „játékosan ugrál ide-oda a pimasz You’re the Top című utolsó dalban”, ahol Bennett azzal viccelődik, hogy „egy totális roncs, egy bukás”.

## Kiadás
A Love for Sale kazetta formátumban 2021. szeptember 30-án, minden más formátumban október 1-jén jelent meg. Az album standard kiadásain tíz dal szerepel, míg a digitális kiadások, a Target exkluzív kiadások és az album nemzetközi deluxe kiadásai két további dalt tartalmaznak: ezek az I’ve Got You Under My Skin és a You're the Top. A nemzetközi deluxe CD-hez fényképek mellett két poszteres booklet jár, illetve a Cheek to Cheek Live! elnevezésű bónusz koncertalbum, amely a hasonló című televíziós különkiadás dalait tartalmazza. Az album kazetta formátuma halvány rózsaszín és szürke színekben jelent meg, utóbbi más borítót is kap. A normál fekete mellett a standard kiadás bakelitlemezeit sárga színben és képes lemezzel is kiadták. A deluxe kiadás bakelit formátuma egy nemzetközi dupla díszdoboz keretében kapható, amely tartalmazza a duó korábbi közös albumát, a Cheek to Cheeket is. A csomaghoz továbbá jár egy lemezjátszó slipmat, és egy tisztító kendő, melyekre Gaga és Bennett képét nyomtatták. A korlátozott számú, gyűjtői díszdoboz készletben a Love for Sale standard bakelitlemez mellé egy egyedi dombornyomott vázlatfüzet jár, amely Tony Bennett rajzait, egy ceruza/élező készletet, fotókat, litográfiákat és koncertplakátokat tartalmaz.

### Albumborító
A standard és a digitális kiadványok borítóján Bennett egy vázlatfüzetet tart a kezében, a papíron Gaga profiljáról látható egy rajz. Gaga az énekes mellett áll és épp lehajol hozzá, hogy megigazítsa csokornyakkendőjét. Azoknak, akik Lady Gaga online áruházából előrendelik az albumot bármilyen formátumban, esélyük van megnyerni a borítófotót, melyet Gaga és Bennett kézjegyével láttak el. A Target CD és bakelitlemez változatai más borítófotót kaptak. Ezeken Gaga hosszú fekete estélyi ruhában látható, mellette Bennett szmokingban áll és az énekesnő karját fogja. Szeptember 14-én bejelentették, hogy az album CD formátuma négy különböző borítóval is megjelenik limitált példányszámban.

## Az album népszerűsítése
Egészségi állapota miatt Bennett nem tudott részt venni a promóciós interjúkon. 2021. szeptember 30-án Gaga egyedül jelent meg az Apple Music "First Listen" streaming eseményén, ahol Zane Lowe-val beszélgetett a Love for Sale készítéséről, válaszolt a rajongók kérdéseire és játszott dalokat az albumról nem sokkal a megjelenés előtt. Még ugyanebben a hónapban Gaga kiadta a Love for Sale szemhéjfesték palettát sminkmárkáján, a Haus Laboratories-on keresztül, amelyet az album elkészítése ihletett.

### Kislemezek és videóklipek
2021. augusztus 3-án az album első kislemezként megjelent az I Get a Kick Out of You, majd augusztus 6-án az MTV-n mutatták be a hozzá készült videóklipet. A videóban Gaga és Bennett a stúdióban láthatók, ahogy felveszik a dalt, miközben többször egymásra mosolyognak és megölelik egymást. A Rolling Stone cikkírója, Jon Blistein „elragadóan klasszikusnak” minősítette a dalt és méltatta a két énekes közötti kémiát. Athena Serrano az MTV-től úgy vélte, hogy Bennett „95 éves korában sem hazudtolta meg magát éneklés terén”.
A címadó második kislemez szeptember 17-én jelent meg, míg a hozzá tartozó videóklipet másnap mutatták be szintén az MTV-n. Az album megjelenésének napján három kisvideó jelent meg az I Concentrate on You, az I've Got You Under My Skin és a Dream Dancing dalokhoz. Első kettő premierje ugyanúgy az MTV-n volt, míg utóbbi exkluzívan a Radio Monte Carlo olasz rádióállomás felületén jelent meg. A Night and Day című dalhoz készült videóklip premierje 2021. október 29-én volt az MTV-n. Az összes kiadott videót az Electric Lady stúdióban forgatták az egyes dalok felvételei során, kivéve az I Concentrate On You-t, amelyben az album standard borítófotóján látható rajz készítését örökítették meg. A klipek pozitív kritikai fogadtatásban részesültek, az újságírók kiemelték a duó kapcsolatát és kölcsönös szeretetét egymás iránt. Két nappal a Love for Sale megjelenése előtt Gaga YouTube-csatornáján megjelent egy albumtrailer-videó, amely a stúdiómunkálatokból vett részleteket tartalmaz, köztük az albumon szereplő számok előadását és egy interjút, amelyben Gaga és Bennett a közös munkáról, barátságukról, valamint a dzsessz és a Nagy amerikai daloskönyv életben tartásának fontosságáról beszélnek.

### Fellépések és különkiadások

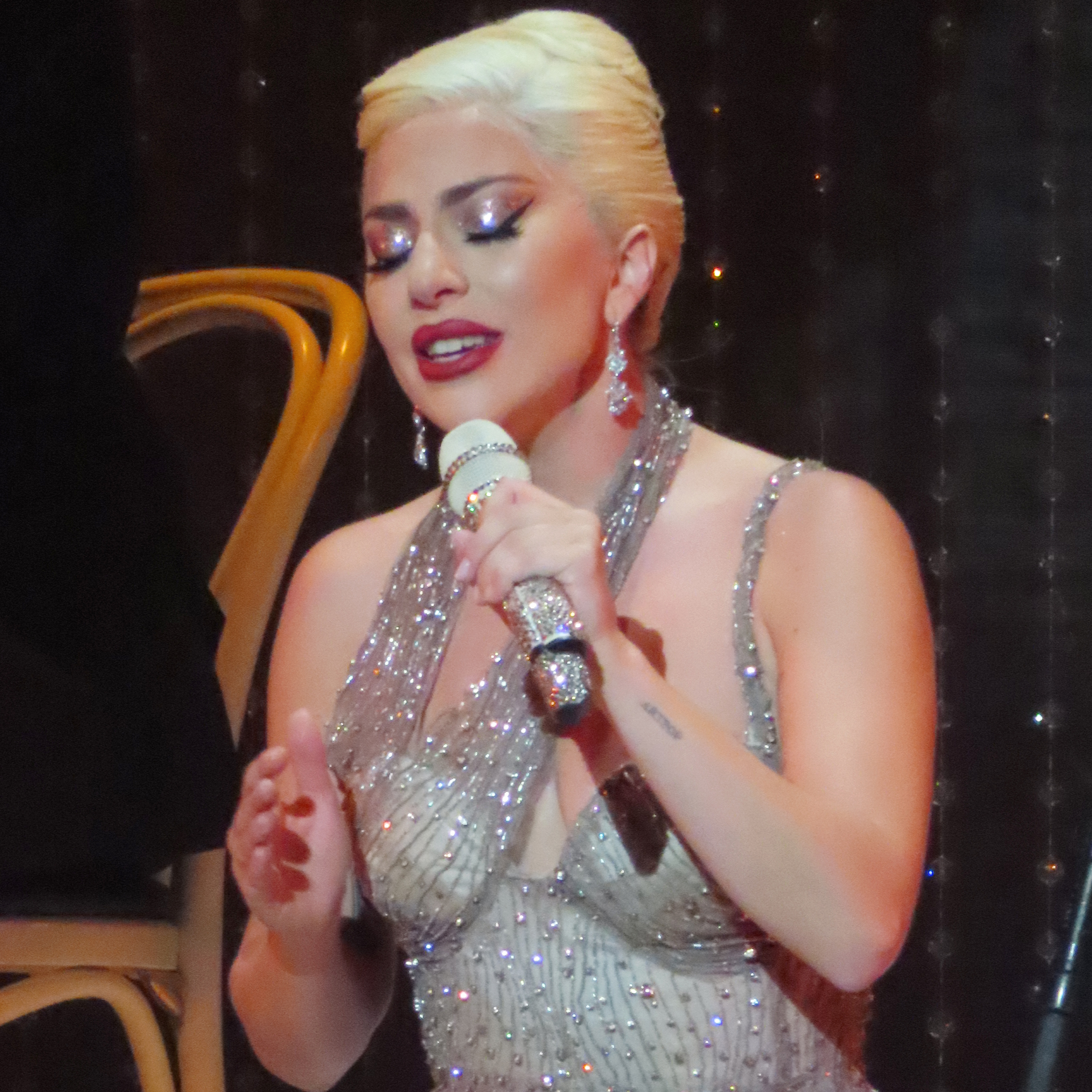
Gaga a Do I Love You előadása közben a Las Vegas-i Jazz & Piano rezidenciáján

2021. augusztus 3-án és 5-én koncertet adtak közösen a New York-i Radio City Music Hallban One Last Time: An Evening with Tony Bennett and Lady Gaga címmel. Ezek voltak Bennett utolsó nyilvános fellépései, mivel nem sokkal később „orvosi utasításra” visszavonult az élő fellépéstől. Andrea Whittle a W Magazine-tól a koncertet „szikrázó, camp stílusú, érzelmes estének” nevezte, míg Hilary Hughes a Vulture-tól megjegyezte, hogy kora és egészségi állapota ellenére Bennett „vibratója ritkán billent ki a hangmagasságból”, és „összesen 17 dalt gurított végig, [...] és alig botlott meg egyetlen dalszöveg felett is.” Egy egyórás különkiadás a két koncert felvételeiből 2021. november 28-án egyszerre került bemutatásra a CBS csatornán és a Paramount+ streaming szolgáltató felületén. A televíziós különkiadás négy jelölést kapott a 74. Primetime Emmy-díjátadón. A duó utolsó közös televíziós fellépése 2021. december 16-án volt az MTV Unpluggedben. A különkiadást korábban, júliusban vették fel egy bensőséges stúdióközönség előtt New Yorkban, és a Night and Day, az I’ve Got You Under My Skin és a Love for Sale duettjeit tartalmazta.
A Love for Sale megjelenésének megünneplésére Gaga összeállt a Westfielddel és 2021. szeptember 30-án élő közvetítésű koncertet adott, melyet az interneten vagy a Westfield 21 rajongói zónában lehetett nézni Európa és az Egyesült Államok szerte. Az énekesnő dallistáján többek között a Night and Day, a Let’s Do It és az album címadó dala is szerepelt, más jazz standardek és saját dalai mellett. 2021. október 14-31. között Gaga kilenc koncertet adott a Las Vegas-i Jazz & Piano rezidenciáján, frissített dallistával, amely a Love for Sale dalait (Let’s Do It, Do I Love You, You’re the Top és a címadó dal) is tartalmazta. 2022. április 3-án, a 64. Grammy-díjátadón Gaga előadta a címadó dalt és a Do I Love You-t. Fellépését a The New York Times úgy jellemezte, mint egy „dicsőségesen teátrális és mindeközben megható tisztelgés gyengélkedő duettpartnere, Tony Bennett előtt”.

## A kritikusok értékelései
Az album többnyire pozitív fogadtatásban részesült. Az értékeléseket összegző Metacritic 11 zenei kritikus véleménye alapján 70 pontot adott rá a maximális 100-ból, így az album az „általában kedvelt” besorolást kapta.
Joe Gross az albumról szóló Rolling Stone kritikában Bennett és Gaga együttműködését „szuperhős-összefogásnak nevezi, amely egy újabb albumot hozott létre, amely kőkeményen feldolgozza az amerikai daloskönyvet.” A The Independentnek írva Helen Brown is dicséri a Love for Sale Cole Porter dalainak verzióit, mondván, hogy míg Porter dalszerzését „néha kritizálják az érzelmi mélység hiánya miatt [Bennett és Gaga] táncolnak a szellemes szójátékán keresztül és árnyalt emberséget visznek bele”, és hogy a duó „olyan kémiát mutat, amely az akadályok ellenére recseg-ropog”. Austin Saalman az Under the Radar-tól „hosszú idő óta az egyik legjobb jazz kiadványnak” nevezte, amely „csemege azoknak, akik két olyan nagyságot szeretnének hallgatni, akiket bár generációk választanak el egymástól, mind zenészként, mind előadóművészként ugyanazzal a hiteles felfogással rendelkeznek.” Cragg Michael a The Observertől úgy találta, hogy a Love for Sale „lelkesítő” és „makulátlanul kivitelezett”, amely inkább „gyengéd búcsúnak tűnik, mint ünnepélyes elköszönés” Bennett pályafutásától. Ross Horton a The Line of Best Fittől úgy vélte, hogy az album „meglehetősen bájos”, és azt mondta: „Ez a lemez nem egy alapvető és nem is egy végtelenül újrajátszható lemez - de ami szerencsére igen, az egy kellemes belépő Tony Bennett munkásságába.”
A The Guardiannek írva Alexis Petridis úgy jellemezte az albumot, hogy „fertőzően jó móka”. Petridis dicsérte Gaga „hiteles” előadásait, ugyanakkor megjegyezte, hogy olykor úgy érződik Gaga „mintha túlságosan jól élvezné magát ahhoz, hogy a szükséges pátoszt beleadja egy dalba”, és hogy az énekesnőnek jobban állnak a „könnyedebb, tempósabb szerelmes dalok”. Stephen Thomas Erlewine az AllMusic-tól úgy vélte, hogy az album „könnyed és kedves”, ahol „Gaga a közönség teljes tudatosságával énekel, a hangokat érzékletesen eltalálja, míg Bennett laza bájjal kedveskedik a tömegnek.” Nagyra értékelte ezt a dinamikát, „amely lüktetést ad az albumnak, és segít elterelni a figyelmet a televíziós varietéműsorok enyhe levegőjétől, amely áthatja a lemezt.” Hasonlóképpen, El Hunt az NME kritikájában azt állította, hogy az album legszebb pillanatai azok, amikor a „két művész játékosan cserélgetik a sorokat és együtt énekelnek, és a veterán énekes művészi visszafogottsággal kontrázza kollégája énekhangját.”
Néhány kritikus megjegyezte, hogy Bennett kora és egészsége hatással volt az énekhangjára.Hunt szerint a hangja „a kor előrehaladtával egyre durvább és érdesebb lett”, míg Neil McCormick zenei újságíró a The Daily Telegraph című napilapnak írt kritikájában úgy jellemezte, hogy „olyan vékony, hogy szinte áttetszővé vált”. Petridis a The Guardiannek írt kritikájában Bennett teljesítményét az énekes kora és egészségi állapota ellenére „igen figyelemre méltónak” nevezi. David Smyth az Evening Standardtól úgy találta, hogy hangja „rekedtes, de erős”. Mary Siroky a Consequence-től úgy vélte, hogy „Gaga elég sokat emel a Love for Sale-en, de Bennett éneke kristálytiszta marad”, és úgy vélte, hogy a lemez akkor működik a legjobban, „amikor ők ketten együtt vannak”. Eric Handerson a Slant Magazine-tól lehúzta az albumot, és kritizálta Gagát vokális képességei miatt, valamint azért, mert „berángatta a stúdióba Tony Bennett-tet, akinél 2016-ban Alzheimer-kórt diagnosztizáltak, hogy még egyszer sikert arathasson.”

### Díjak és elismerések
A Love for Sale összesen hat kategóriában kapott jelölést a 64. Grammy-gálán. Amellett, hogy jelölték Az év albuma kategóriában, elnyerte A legjobb hagyományos popalbum, valamint A legjobb hangmérnöki munka, nem klasszikus kategória Grammy-díjait. Az album első kislemeze, az I Get a Kick Out of You Az év felvétele, A legjobb popduó vagy -együttes teljesítmény, illetve A legjobb videóklip kategóriákban érdemelt ki egy-egy Grammy-jelölést. A jelölésekkel Bennett történelmet írt, mint a legidősebb előadó, akit valaha is jelöltek a négy általános kategória egyikében, összességében pedig a második legidősebb jelölt Pinetop Perkins után, aki 97 évesen nyerte Grammy-díját A legjobb tradicionális blues albumért a Joined at the Hip (2010) című lemezével.

## Kereskedelmi teljesítmény
Az Egyesült Államokban a Love for Sale a Billboard 200 lista nyolcadik helyén debütált, ami a páros második egymást követő Top 10-es albuma az országban a Cheek to Cheek után, amely 2014-ben az első helyen nyitott. Egyénileg a Love for Sale Gaga tizedik Top 10-es lemeze a Billboard albumlistáján, Bennett pályafutása során pedig hatodszor tudott az élmezőnybe kerülni, amivel rekordot döntött az élő előadók között, miután 59 évvel az első Top 10-es albuma után sikerült neki elérnie ezt; első Top 10-es felvétele az I Left My Heart in San Francisco volt 1962-ben. Ez azonban Gaga első olyan stúdióalbuma a The Fame (2008) óta, amely nem került az első helyre az Egyesült Államokban. A Love for Sale 41 000 albummal egyenértékű egységgel nyitott az első héten, amely 38 000 eladásból és 3 000 streaming-egységből tevődik össze. Utóbbit a 3,85 millió első heti on-demand streamelésből számították ki. Az album vezette a Traditional Jazz Albums és az összesített Jazz Albums listát. A Traditional Jazz Albums listán Bennett 15 első helyezett lemezzel megdöntötte a lista 54 éves történetében a legtöbb első helyezés rekordját, míg az utóbbi listán Bennett tizedik alkalommal került a csúcsra, ezzel Harry Connick Jr. mellett a harmadik legtöbb első helyezést érte el a lista 1993-as indulása óta.
A kanadai albumlistán a Love for Sale a 33. helyen debütált, és a következő héten távozott a listáról. Az Egyesült Királyságban az album a hatodik helyen debütált a brit albumlistán, míg az OCC Jazz & Blues Albums listáján az első helyen végzett. Ausztráliában az album lemaradt a top tízről, az ARIA Albums Chart tizenegyedik helyén debütált, de az ausztrál Jazz & Blues Albums listán az első helyre került. A lemez Franciaország és Svédország jazz albumlistájának első helyén nyitott, míg Ausztria, Belgium (Vallónia régió), Németország, Portugália, Skócia és Svájc összesített albumlistáján az első ötben debütált.

## Az albumon szereplő dalok listája
| Standard kiadás | Standard kiadás                         | Standard kiadás | Standard kiadás | Standard kiadás | Standard kiadás | Standard kiadás | Standard kiadás | Standard kiadás | Standard kiadás |
|                 | Cím                                     | Szerző(k)       | Producer        | Hossz           |                 |                 |                 |                 |                 |
| --------------- | --------------------------------------- | --------------- | --------------- | --------------- | --------------- | --------------- | --------------- | --------------- | --------------- |
| 1.              | It’s De-Lovely                          | Cole Porter     | Dae Bennett     | 2:53            |                 |                 |                 |                 |                 |
| 2.              | Night and Day                           | Cole Porter     | Dae Bennett     | 3:42            |                 |                 |                 |                 |                 |
| 3.              | Love for Sale                           | Cole Porter     | Dae Bennett     | 3:40            |                 |                 |                 |                 |                 |
| 4.              | Do I Love You (Gaga szóló)              | Cole Porter     | Dae Bennett     | 4:48            |                 |                 |                 |                 |                 |
| 5.              | I Concentrate on You                    | Cole Porter     | Dae Bennett     | 3:56            |                 |                 |                 |                 |                 |
| 6.              | I Get a Kick Out of You                 | Cole Porter     | Dae Bennett     | 3:33            |                 |                 |                 |                 |                 |
| 7.              | So in Love (Bennett szóló)              | Cole Porter     | Dae Bennett     | 4:31            |                 |                 |                 |                 |                 |
| 8.              | Let’s Do It (Gaga szóló)                | Cole Porter     | Dae Bennett     | 3:36            |                 |                 |                 |                 |                 |
| 9.              | Just One of Those Things (Bennettszóló) | Cole Porter     | Dae Bennett     | 2:59            |                 |                 |                 |                 |                 |
| 10.             | Dream Dancing                           | Cole Porter     | Dae Bennett     | 4:16            |                 |                 |                 |                 |                 |
| 36:00           |                                         |                 |                 |                 |                 |                 |                 |                 |                 |

| Digitális, Target, és Nemzetközi deluxe kiadás | Digitális, Target, és Nemzetközi deluxe kiadás | Digitális, Target, és Nemzetközi deluxe kiadás | Digitális, Target, és Nemzetközi deluxe kiadás | Digitális, Target, és Nemzetközi deluxe kiadás | Digitális, Target, és Nemzetközi deluxe kiadás | Digitális, Target, és Nemzetközi deluxe kiadás | Digitális, Target, és Nemzetközi deluxe kiadás | Digitális, Target, és Nemzetközi deluxe kiadás | Digitális, Target, és Nemzetközi deluxe kiadás |
|                                                | Cím                                            | Szerző(k)                                      | Producer                                       | Hossz                                          |                                                |                                                |                                                |                                                |                                                |
| ---------------------------------------------- | ---------------------------------------------- | ---------------------------------------------- | ---------------------------------------------- | ---------------------------------------------- | ---------------------------------------------- | ---------------------------------------------- | ---------------------------------------------- | ---------------------------------------------- | ---------------------------------------------- |
| 1.                                             | It’s De-Lovely                                 | Cole Porter                                    | Dae Bennett                                    | 2:53                                           |                                                |                                                |                                                |                                                |                                                |
| 2.                                             | Night and Day                                  | Cole Porter                                    | Dae Bennett                                    | 3:42                                           |                                                |                                                |                                                |                                                |                                                |
| 3.                                             | Love for Sale                                  | Cole Porter                                    | Dae Bennett                                    | 3:40                                           |                                                |                                                |                                                |                                                |                                                |
| 4.                                             | Do I Love You (Gaga szóló)                     | Cole Porter                                    | Dae Bennett                                    | 4:48                                           |                                                |                                                |                                                |                                                |                                                |
| 5.                                             | I’ve Got You Under My Skin                     | Cole Porter                                    | Dae Bennett                                    | 3:05                                           |                                                |                                                |                                                |                                                |                                                |
| 6.                                             | I Concentrate on You                           | Cole Porter                                    | Dae Bennett                                    | 3:56                                           |                                                |                                                |                                                |                                                |                                                |
| 7.                                             | I Get a Kick Out of You                        | Cole Porter                                    | Dae Bennett                                    | 3:33                                           |                                                |                                                |                                                |                                                |                                                |
| 8.                                             | So in Love (Bennett szóló)                     | Cole Porter                                    | Dae Bennett                                    | 4:31                                           |                                                |                                                |                                                |                                                |                                                |
| 9.                                             | Let’s Do It (Gaga szóló)                       | Cole Porter                                    | Dae Bennett                                    | 3:36                                           |                                                |                                                |                                                |                                                |                                                |
| 10.                                            | Dream Dancing                                  | Cole Porter                                    | Dae Bennett                                    | 4:16                                           |                                                |                                                |                                                |                                                |                                                |
| 11.                                            | Just One of Those Things (Bennett szóló)       | Cole Porter                                    | Dae Bennett                                    | 2:59                                           |                                                |                                                |                                                |                                                |                                                |
| 12.                                            | You’re the Top                                 | Cole Porter                                    | Dae Bennett                                    | 2:49                                           |                                                |                                                |                                                |                                                |                                                |
| 41:08                                          |                                                |                                                |                                                |                                                |                                                |                                                |                                                |                                                |                                                |

| Japán deluxe kiadás bónuszdal | Japán deluxe kiadás bónuszdal     | Japán deluxe kiadás bónuszdal | Japán deluxe kiadás bónuszdal | Japán deluxe kiadás bónuszdal | Japán deluxe kiadás bónuszdal | Japán deluxe kiadás bónuszdal | Japán deluxe kiadás bónuszdal | Japán deluxe kiadás bónuszdal | Japán deluxe kiadás bónuszdal |
|                               | Cím                               | Szerző(k)                     | Producer                      | Hossz                         |                               |                               |                               |                               |                               |
| ----------------------------- | --------------------------------- | ----------------------------- | ----------------------------- | ----------------------------- | ----------------------------- | ----------------------------- | ----------------------------- | ----------------------------- | ----------------------------- |
| 13.                           | Anything Goes (Live from DC 2015) | Cole Porter                   | Dae Bennett                   | 2:19                          |                               |                               |                               |                               |                               |
| 43:27                         |                                   |                               |                               |                               |                               |                               |                               |                               |                               |

| Nemzetközi deluxe kiadás bónusz audio CD – Cheek to Cheek Live! | Nemzetközi deluxe kiadás bónusz audio CD – Cheek to Cheek Live! | Nemzetközi deluxe kiadás bónusz audio CD – Cheek to Cheek Live! | Nemzetközi deluxe kiadás bónusz audio CD – Cheek to Cheek Live! | Nemzetközi deluxe kiadás bónusz audio CD – Cheek to Cheek Live! | Nemzetközi deluxe kiadás bónusz audio CD – Cheek to Cheek Live! | Nemzetközi deluxe kiadás bónusz audio CD – Cheek to Cheek Live! | Nemzetközi deluxe kiadás bónusz audio CD – Cheek to Cheek Live! | Nemzetközi deluxe kiadás bónusz audio CD – Cheek to Cheek Live! | Nemzetközi deluxe kiadás bónusz audio CD – Cheek to Cheek Live! |
|                                                                 | Cím                                                             | Szerző(k)                                                       | Hossz                                                           |                                                                 |                                                                 |                                                                 |                                                                 |                                                                 |                                                                 |
| --------------------------------------------------------------- | --------------------------------------------------------------- | --------------------------------------------------------------- | --------------------------------------------------------------- | --------------------------------------------------------------- | --------------------------------------------------------------- | --------------------------------------------------------------- | --------------------------------------------------------------- | --------------------------------------------------------------- | --------------------------------------------------------------- |
| 1.                                                              | Anything Goes                                                   | Cole Porter                                                     | 2:26                                                            |                                                                 |                                                                 |                                                                 |                                                                 |                                                                 |                                                                 |
| 2.                                                              | Cheek to Cheek                                                  | Irving Berlin                                                   | 3:27                                                            |                                                                 |                                                                 |                                                                 |                                                                 |                                                                 |                                                                 |
| 3.                                                              | They All Laughed                                                | George Gershwin, Ira Gershwin                                   | 2:00                                                            |                                                                 |                                                                 |                                                                 |                                                                 |                                                                 |                                                                 |
| 4.                                                              | The Lady’s in Love with You (Bennett szóló)                     | Burton Lane                                                     | 1:52                                                            |                                                                 |                                                                 |                                                                 |                                                                 |                                                                 |                                                                 |
| 5.                                                              | Nature Boy                                                      | eden ahbez                                                      | 4:17                                                            |                                                                 |                                                                 |                                                                 |                                                                 |                                                                 |                                                                 |
| 6.                                                              | Goody Goody                                                     | Matty Malneck, Johnny Mercer                                    | 2:23                                                            |                                                                 |                                                                 |                                                                 |                                                                 |                                                                 |                                                                 |
| 7.                                                              | How Do You Keep the Music Playing? (Bennett szóló)              | Michel Legrand                                                  | 4:51                                                            |                                                                 |                                                                 |                                                                 |                                                                 |                                                                 |                                                                 |
| 8.                                                              | Bang Bang (My Baby Shot Me Down) (Gaga szóló)                   | Sonny Bono                                                      | 4:43                                                            |                                                                 |                                                                 |                                                                 |                                                                 |                                                                 |                                                                 |
| 9.                                                              | Bewitched, Bothered and Bewildered (Gaga szóló)                 | Richard Rodgers, Lorenz Hart                                    | 3:56                                                            |                                                                 |                                                                 |                                                                 |                                                                 |                                                                 |                                                                 |
| 10.                                                             | Firefly                                                         | Cy Coleman, Carolyn Leigh                                       | 2:05                                                            |                                                                 |                                                                 |                                                                 |                                                                 |                                                                 |                                                                 |
| 11.                                                             | I Won’t Dance                                                   | Jerome Kern, Oscar Hammerstein II, Otto Harbach                 | 4:21                                                            |                                                                 |                                                                 |                                                                 |                                                                 |                                                                 |                                                                 |
| 12.                                                             | Don’t Wait Too Long (Bennett szóló)                             | Sunny Skylar                                                    | 3:14                                                            |                                                                 |                                                                 |                                                                 |                                                                 |                                                                 |                                                                 |
| 13.                                                             | I Can’t Give You Anything but Love                              | Jimmy McHugh, Dorothy Fields                                    | 3:41                                                            |                                                                 |                                                                 |                                                                 |                                                                 |                                                                 |                                                                 |
| 14.                                                             | Lush Life (Gaga szóló)                                          | Billy Strayhorn                                                 | 5:06                                                            |                                                                 |                                                                 |                                                                 |                                                                 |                                                                 |                                                                 |
| 15.                                                             | Sophisticated Lady (Bennett szóló)                              | Duke Ellington, Irving Mills, Mitchell Parish                   | 2:56                                                            |                                                                 |                                                                 |                                                                 |                                                                 |                                                                 |                                                                 |
| 16.                                                             | Let’s Face the Music and Dance                                  | Berlin                                                          | 2:07                                                            |                                                                 |                                                                 |                                                                 |                                                                 |                                                                 |                                                                 |
| 17.                                                             | Ev’ry Time We Say Goodbye (Gaga szóló)                          | Porter                                                          | 3:57                                                            |                                                                 |                                                                 |                                                                 |                                                                 |                                                                 |                                                                 |
| 18.                                                             | But Beautiful                                                   | Jimmy Van Heusen, Johnny Burke                                  | 4:23                                                            |                                                                 |                                                                 |                                                                 |                                                                 |                                                                 |                                                                 |
| 19.                                                             | It Don’t Mean a Thing                                           | Ellington, Mills                                                | 2:43                                                            |                                                                 |                                                                 |                                                                 |                                                                 |                                                                 |                                                                 |
| 64:21                                                           |                                                                 |                                                                 |                                                                 |                                                                 |                                                                 |                                                                 |                                                                 |                                                                 |                                                                 |

| Dupla bakelites díszdoboz kiadás bónusz LP – Cheek to Cheek | Dupla bakelites díszdoboz kiadás bónusz LP – Cheek to Cheek | Dupla bakelites díszdoboz kiadás bónusz LP – Cheek to Cheek     | Dupla bakelites díszdoboz kiadás bónusz LP – Cheek to Cheek | Dupla bakelites díszdoboz kiadás bónusz LP – Cheek to Cheek | Dupla bakelites díszdoboz kiadás bónusz LP – Cheek to Cheek | Dupla bakelites díszdoboz kiadás bónusz LP – Cheek to Cheek | Dupla bakelites díszdoboz kiadás bónusz LP – Cheek to Cheek | Dupla bakelites díszdoboz kiadás bónusz LP – Cheek to Cheek | Dupla bakelites díszdoboz kiadás bónusz LP – Cheek to Cheek |
|                                                             | Cím                                                         | Szerző(k)                                                       | Hossz                                                       |                                                             |                                                             |                                                             |                                                             |                                                             |                                                             |
| ----------------------------------------------------------- | ----------------------------------------------------------- | --------------------------------------------------------------- | ----------------------------------------------------------- | ----------------------------------------------------------- | ----------------------------------------------------------- | ----------------------------------------------------------- | ----------------------------------------------------------- | ----------------------------------------------------------- | ----------------------------------------------------------- |
| 1.                                                          | Anything Goes                                               | Cole Porter                                                     | 2:04                                                        |                                                             |                                                             |                                                             |                                                             |                                                             |                                                             |
| 2.                                                          | Cheek to Cheek                                              | Irving Berlin                                                   | 2:51                                                        |                                                             |                                                             |                                                             |                                                             |                                                             |                                                             |
| 3.                                                          | Nature Boy                                                  | eden ahbez                                                      | 4:08                                                        |                                                             |                                                             |                                                             |                                                             |                                                             |                                                             |
| 4.                                                          | I Can't Give You Anything but Love                          | Dorothy Fields, Jimmy McHugh                                    | 3:13                                                        |                                                             |                                                             |                                                             |                                                             |                                                             |                                                             |
| 5.                                                          | I Won't Dance                                               | Fields, McHugh, Oscar Hammerstein II, Otto Harbach, Jerome Kern | 3:57                                                        |                                                             |                                                             |                                                             |                                                             |                                                             |                                                             |
| 6.                                                          | Firefly                                                     | Cy Coleman, Carolyn Leigh                                       | 1:58                                                        |                                                             |                                                             |                                                             |                                                             |                                                             |                                                             |
| 7.                                                          | Lush Life (Gaga szóló)                                      | Billy Strayhorn                                                 | 4:15                                                        |                                                             |                                                             |                                                             |                                                             |                                                             |                                                             |
| 8.                                                          | Sophisticated Lady (Bennett szóló)                          | Duke Ellington, Irving Mills, Mitchell Parish                   | 3:49                                                        |                                                             |                                                             |                                                             |                                                             |                                                             |                                                             |
| 9.                                                          | Let's Face the Music and Dance                              | Berlin                                                          | 2:07                                                        |                                                             |                                                             |                                                             |                                                             |                                                             |                                                             |
| 10.                                                         | But Beautiful                                               | Johnny Burke, Jimmy Van Heusen                                  | 4:04                                                        |                                                             |                                                             |                                                             |                                                             |                                                             |                                                             |
| 11.                                                         | It Don't Mean a Thing (If It Ain't Got That Swing)          | Ellington, Mills                                                | 2:24                                                        |                                                             |                                                             |                                                             |                                                             |                                                             |                                                             |
| 34:43                                                       |                                                             |                                                                 |                                                             |                                                             |                                                             |                                                             |                                                             |                                                             |                                                             |

## Közreműködők
Zenészek
| - Tony Bennett – vokálok (1–3, 5–8, 10–12) - Lady Gaga – vokálok (1–7, 9, 12) - Steve Kortyka – alt szaxofon (1, 3, 5–7, 9, 11, 12) - Daniel Foose – basszusgitár (1, 6, 9, 12) - Joe Peri – dobok (1, 6, 9, 12) - Alex Smith – orgona, zongora (1, 6, 9, 12) - Brian Newman – trombita (1, 6, 9, 12) - Dan Krekeler – basszusgitár (2, 4, 8, 10) - Jeremy McCoy – basszusgitár (2, 4, 8, 10) - Marshall Wood – basszusgitár (2–5, 7, 8, 10) - Peter Donovan – basszusgitár (2, 4, 8, 10) - Timothy Cobb – basszusgitár (2, 4, 8, 10) - William Short – fagott (2, 4, 8, 10) - Adele Stein – cselló (2, 4, 8, 10) - Clarice Jensen – cselló (2, 4, 8, 10) - Ellen Westermann – cselló (2, 4, 8, 10) - Julia Bruskin – cselló (2, 4, 8, 10) - Kari Docter – cselló (2, 4, 8, 10) - Peter Sanders – cselló (2, 4, 8, 10) - Jessica Phillips – klarinét (2, 4, 8, 10) - Elena Barere – koncertmester (2), hegedű (2) - Jorge Calandrelli – karmester (2, 4, 8, 10) - Harold Jones – dobok (2–5, 7) - Diane Lesser – angolkürt (2, 4, 8, 10), oboa (2) - John Romeri – furulya (2, 4, 8, 10) - Keith Bonner – furulya (2, 4, 8, 10) - Eric Reed – Franciakürt (2, 4, 8, 10) | - Julia Pilant – Franciakürt (2, 4, 8, 10) - Stewart Rose – Franciakürt (2, 4, 8, 10) - William de Vos – Franciakürt (2, 4, 8, 10) - Gray Sargent – gitár (2–5, 7) - Mariko Anraku – hárfa (2, 4, 8, 10) - Tom Ranier – zenei rendezés (2–5, 7) - Erik Charlsto – ütőshangszerek (2, 4, 8, 10) - Steven White – ütőshangszerek (2, 4, 8, 10) - Jason Haaheim – üstdob (2, 4, 8, 10) - Caleb Burhans – brácsa (2, 4, 8, 10) - David Gold – brácsa (2, 4, 8, 10) - Desiree Elsevier – brácsa (2, 4, 8, 10) - Dov Scheindlin – brácsa (2, 4, 8, 10) - Katherine Anderson – brácsa (2, 4, 8, 10) - Mary Hamman – brácsa (2, 4, 8, 10) - Shmuel Katz – brácsa (2, 4, 8, 10) - Todd Low – brácsa (2, 4, 8, 10) - Amy Kauffman – hegedű (2, 4, 8, 10) - Ann Lehman – hegedű (2, 4, 8, 10) - Basia Danilow – hegedű (2, 4, 8, 10) - Catherine Sim – hegedű (2, 4, 8, 10) - Hae Young Ham – hegedű (2, 4, 8, 10) - Jonathan Dinklage – hegedű (2, 4, 8, 10) - Julia Ahyoung Choi – hegedű (2, 4, 8, 10) - Katherine Fong – hegedű (2, 4, 8, 10) - Kristi Helberg – hegedű (2, 4, 8, 10) - Laura Frautschi – hegedű (2, 4, 8, 10) | - Laura McGinniss – hegedű (2, 4, 8, 10) - Louise Owen – hegedű (2, 4, 8, 10) - Margaret Gould – hegedű (2, 4, 8, 10) - Maria Conti – hegedű (2, 4, 8, 10) - Matthew Lehman – hegedű (2, 4, 8, 10) - Nancy Wu – hegedű (2, 4, 8, 10) - Robert Zubrycki – hegedű (2, 4, 8, 10) - Sean Carney – hegedű (2, 4, 8, 10) - Sylvia Danberg – hegedű (2, 4, 8, 10) - Xiao-Dong Wang – hegedű (2, 4, 8, 10) - Yurika Mok – hegedű (2, 4, 8, 10) - Aaron Heick – alt szaxofon (3, 5, 7, 11) - David Mann – alt szaxofon (3, 5, 7, 11) - Roger Rosenberg – bariton szaxofon (3, 5, 7, 11) - Jeff Nelson – basszusharsona (3, 5, 7, 11) - Marion Evans – koncertvezető (3, 5, 7, 11) - Charles Pillow – tenorszaxofon (3, 5, 7, 11) - Marc Phaneuf – tenorszaxofon (3, 5, 7, 11) - Michael Davis – harsona (3, 5, 7, 11) - Nicholas Grinder – harsona (3, 5, 7, 11) - Randy Andos – harsona (3, 5, 7, 11) - Dylan Schwab – trombita (3, 5, 7, 11) - Jonathan Owens – trombita (3, 5, 7, 11) - Scott Wendholt – trombita (3, 5, 7, 11) - Tony Kadleck – trombita (3, 5, 7, 11) |

Szakmai munkatársak
- Dae Bennett – producer, hangkeverés, hangmérnök
- Greg Calbi – mastering
- Steve Fallone – mastering
- Billy Cumella – hangfelvétel (1, 6, 9, 12)
- Josh Coleman – hangfelvétel (2–5, 7, 8, 10, 11)
- Caitlyn Bogard – hangfelvételi asszisztens (1, 6, 9, 12)
- Gosha Usov – hangfelvételi asszisztens (1, 6, 9, 12)
- Janick Manceta – hangfelvételi asszisztens (2–5, 7, 8, 10, 11)
- Roland Cespedes – hangfelvételi asszisztens (2–5, 7, 8, 10, 11)
- Taylor Fuchs – hangfelvételi asszisztens (2–5, 7, 8, 10, 11)

## Helyezések
| Lista (2021)                                  | Legjobb helyezés |
| --------------------------------------------- | ---------------- |
| Ausztrália (ARIA Top 50 Albums)               | 11               |
| Ausztrália Jazz & Blues Albumok (ARIA)        | 1                |
| Ausztria (Ö3 Austria Top 40)                  | 4                |
| Belgium (Ultratop Flandria)                   | 11               |
| Belgium (Ultratop Vallónia)                   | 5                |
| Csehország (ČNS IFPI Albums Top 100)          | 28               |
| Egyesült Királyság (UK Albums Chart)          | 6                |
| Egyesült Királyság Jazz & Blues Albumok (OCC) | 1                |
| Egyesült Királyság (Scottish Albums)          | 5                |
| Franciaország (SNEP Album Top 100)            | 6                |
| Franciaország Jazz Albumok (SNEP)             | 1                |
| Görögország (IFPI)                            | 32               |
| Hollandia (Dutch Charts Album Top 100)        | 10               |
| Horvátország Nemzetközi Albumok (HDU)         | 3                |
| Írország (OCC)                                | 24               |
| Japán (Billboard Japan)                       | 29               |
| Japán (Oricon)                                | 32               |
| Kanada (Billboard Canadian Albums Chart)      | 33               |
| Lengyelország (ZPAV Album Top 50)             | 7                |
| Magyarország (MAHASZ Top 40 albumlista)       | 34               |
| Németország (Offizielle Top 100)              | 5                |
| Olaszország (FIMI Album Top 20)               | 8                |
| Portugália (AFP Top 30 Albums)                | 3                |
| Szlovákia (ČNS IFPI)                          | 74               |
| Spanyolország (PROMUSICAE Top 100 Álbumes)    | 12               |
| Svájc (Schweizer Hitparade Top 100 Albums)    | 2                |
| Svédország Jazz Albumok (Sverigetopplistan)   | 1                |
| USA Billboard 200                             | 8                |
| USA Jazz Albums (Billboard)                   | 1                |
| USA Traditional Jazz Albums (Billboard)       | 1                |
| USA Top Tastemaker Albums (Billboard)         | 2                |

| Lista (2021)                           | Helyezés |
| -------------------------------------- | -------- |
| Ausztrália Jazz & Blues Albumok (ARIA) | 5        |
| Portugália (AFP)                       | 78       |
| US Jazz Albums (Billboard)             | 9        |
| US Top Album Sales (Billboard)         | 81       |

| Lista (2022)                   | Helyezés |
| ------------------------------ | -------- |
| US Jazz Albums (Billboard)     | 8        |
| US Top Album Sales (Billboard) | 79       |

## Megjelenési történet
| Ország           | Dátum                | Formátum(ok)                    | Kiadás(ok)      | Kiadó(ok)              | Forr.                   |
| ---------------- | -------------------- | ------------------------------- | --------------- | ---------------------- | ----------------------- |
| Egyesült Államok | 2021. szeptember 30. | Kazetta                         | Standard        | Columbia Interscope    | [ 114 ]                 |
| Világszerte      | 2021. október 1.     | CD digitális letöltés streaming | Standard deluxe | Columbia Interscope    | [ 115 ] [ 77 ]          |
| Világszerte      | 2021. október 1.     | Díszdoboz kazetta bakelit       | Standard        | Columbia Interscope    | [ 116 ] [ 117 ] [ 118 ] |
| Brazília         | 2021. november 19.   | CD                              | Standard        | Universal Music Brasil | [ 119 ]                 |

## Fordítás
- Ez a szócikk részben vagy egészben  a   Love for Sale (Tony Bennett and Lady Gaga album) című angol Wikipédia-szócikk fordításán alapul.  Az eredeti cikk szerkesztőit annak laptörténete sorolja fel. Ez a jelzés csupán a megfogalmazás eredetét és a szerzői jogokat jelzi, nem szolgál a cikkben szereplő információk forrásmegjelöléseként.